# Антипов, Валерий Александрович
Вале́рий Алекса́ндрович Антипов (1 апреля 1946, пос. Петровка, Козловский район, Мордовская АССР, РСФСР — 6 января 2016, Краснодар, Российская Федерация) — советский и российский учёный-фармаколог, заведующий кафедрой терапии и фармакологии в Кубанском государственном аграрном университете. Доктор ветеринарных наук (1987), профессор (1993), член-корреспондент РАН.

## Биография
В 1968 году окончил Казанский ветеринарный институт им. Н. Э. Баумана. С 1968 по 1973 год — ассистент кафедры фармакологии, с 1973 по 1994 год — старший научный сотрудник, заведующий лабораторией фармакологии и фармации Казанского ветеринарного института. В 1972 году защитил кандидатскую диссертацию «Фармакологическое изучение сульфона и его применение при дерматомикозах».
С 1993 по 1994 год — заместитель директора по научной работе Всероссийского научно-исследовательского ветеринарного института патологии, фармакологии и терапии. С 1994 года — директор Краснодарской научно-исследовательской ветеринарной станции (ныне Краснодарский научно-исследовательский ветеринарный институт), одновременно заведующий кафедрой терапии и фармакологии Кубанского аграрного университета.
Скончался В. А. Антипов 6 января 2016 года. Похоронен на Славянском кладбище в Краснодаре.

## Научная деятельность
Специалист в области ветеринарной фармакологии и токсикологии, фармации и фармакотерапии. Являлся создателем более 50 новых лечебно-профилактических препаратов.
Выступил разработчиком:
- новых научных направлений по фармакологической коррекции микотоксикозов, иммунодефицитов, болезней печени, нарушений обмена веществ, контроля за качеством сырья животного происхождения с учётом курортной зоны,
- препаратов из разных групп соединений для борьбы с наиболее распространенными желудочно-кишечными, респираторными, акушерско-гинекологическими и другими заболеваниями животных,
- препаратов, проявляющих ростостимулирующее и иммуномодулирующее действие.

## Научные труды
- «Новые энтеросорбенты и их применение в ветеринарной практике и животноводстве» (справочник).- Челябинск.- 2003.- 295с.
- «Использование препаратов бета-каротина в животноводстве и ветеринарии».- Краснодар.- 2001.-118 с.
- «Комплексная экологически безопасная система ветеринарной защиты здоровья животных: методические рекомендации» / соавт.: А. Г. Шахов и др.— М.,2000.— 294 с.
- «Использование препаратов бета-каротина в животноводстве и ветеринарии» / соавт.: Д. Н. Уразаев и др. — Краснодар, 2001. — 120 с.
- «Новые энтеросорбенты и их применение в ветеринарной практике и животноводстве» / соавт.: М.Рабинович и др. — Челябинск, 2003. — 296 с.
- «Основы фитотерапии животных: учебное пособие» / соавт. И. С. Жолобова. — Краснодар, 2004.— 194 с.
- «Бентониты. Применение в животноводстве и ветеринарии» / соавт. М. П. Семененко. — Краснодар, 2004. — 66 с.
- «Диагностика, профилактика и терапия отравлений свиней в Краснодарском крае» / соавт.: И. А. Болопкий и др. — Краснодар, 2005. — 85 с.
- «Бентониты в животноводстве и ветеринарии» / соавт.: М. П. Семененко и др. — Краснодар, 2009. — 247 с.
- «Фармакология селеноорганического препарата ДАФС-25 и его использование в животноводстве и ветеринарии» / соавт.: Т. Н. Родионова, В. Г. Лазарев; Сарат. гос. аграр. ун-т. — Саратов: Наука, 2010. — 240 с.
- «Йод в ветеринарии» / соавт.: А.Х Шантыз и др. — Краснодар, 2011. — 306 с.
- «Фармакотерапия эндометритов у коров» / соавт.: А. Н. Турченко и др. — Краснодар, 2011. — 226 с.

## Награды
- Заслуженный деятель науки Российской Федерации[1].
- Лауреат премии Правительства Российской Федерации[1].
- Медаль ордена «За заслуги перед Отечеством» II степени[1].
- Медаль «Ветеран труда»[1].
- Серебряная и бронзовая медали ВДНХ СССР и ВВЦ[1].